# Première circonscription d'Abbeville (IIIe République)
La première circonscription d'Abbeville était, sous la Troisième République, une circonscription législative française de la Somme.

## Description géographique et démographique

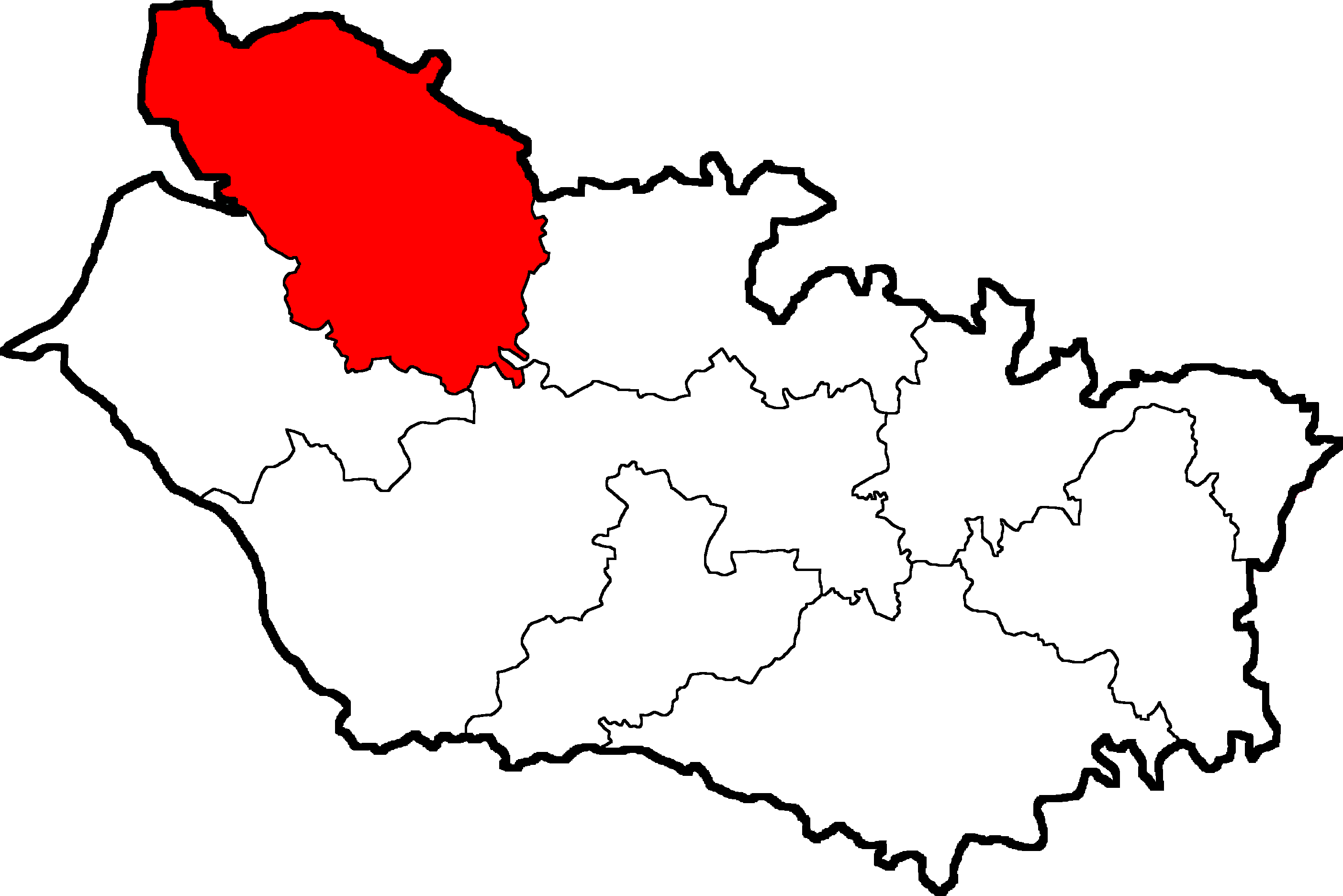
Circonscription en 1876.

Elle fut créée avec loi organique du 30 novembre 1875 pour l'élection législative de 1876 et sera active de 1876 à 1885, puis de 1889 à 1919 et enfin de 1928 à 1940. 
Elle est délimitée par les cantons du nord de l'arrondissement d'Abbeville dits du Ponthieu :
- Canton d'Abbeville-Nord
- Canton d'Abbeville-Sud
- Canton d'Ailly-le-Haut-Clocher
- Canton de Crécy-en-Ponthieu
- Canton de Nouvion
- Canton de Rue

Avec la fin de la Troisième République et les pleins pouvoirs confiés au maréchal Philippe Pétain, les circonscriptions législatives sont supprimées, le 10 juillet 1940.

## Historique des députations

### 1876 - 1885
| Législature      | Début           | Fin             | Député         | Parti / Idéologie | Parti / Idéologie  | Observation                                                                                   |
| ---------------- | --------------- | --------------- | -------------- | ----------------- | ------------------ | --------------------------------------------------------------------------------------------- |
| Ire législature  | 8 mars 1876     | 25 juin 1877    | Henri Labitte  |                   | Libéral            | Mandat écourté à la suite d'une dissolution parlementaire décidée par le président Mac Mahon. |
| IIe législature  | 7 novembre 1877 | 27 octobre 1881 | Henri Labitte  |                   | Libéral            |                                                                                               |
| IIIe législature | 28 octobre 1881 | 8 janvier 1882  | Henri Labitte  |                   | Libéral            | Élu sénateur lors des élections du 8 janvier 1882                                             |
| IIIe législature | 9 janvier 1882  | 9 novembre 1885 | Albert Carette |                   | Union républicaine | Élu à la suite d'une élection partielle le 26 février 1882                                    |

Les députés de la IVe législature (1885-1889) ont été élus au scrutin de liste majoritaire départementales. 

### 1889 - 1919
| Législature       | Début            | Fin             | Député          | Parti / Idéologie | Parti / Idéologie          | Observation                                                |
| ----------------- | ---------------- | --------------- | --------------- | ----------------- | -------------------------- | ---------------------------------------------------------- |
| Ve législature    | 12 novembre 1889 | 16 janvier 1892 | Alfred François |                   | Républicains opportunistes | Décédé en cours de mandat                                  |
| Ve législature    | 28 mars 1892     | 14 octobre 1893 | Louis Froment   |                   | Républicains opportunistes | Élu lors d'une élection partielle le 27 mars 1892          |
| VIe législature   | 15 octobre 1893  | 30 juin 1895    | Louis Froment   |                   | Républicains progressistes | Élu sénateur lors d'une élection partielle le 30 juin 1895 |
| VIe législature   | 25 novembre 1895 | 31 mai 1898     | Émile Coache    |                   | Républicains progressistes | Élu lors d'une élection partielle le 24 novembre 1895      |
| VIIe législature  | 1er juin 1898    | 31 mai 1902     | Émile Coache    |                   | Modérés                    |                                                            |
| VIIIe législature | 1er juin 1902    | 31 mai 1906     | Émile Coache    |                   | Modérés                    |                                                            |
| IXe législature   | 1er juin 1906    | 31 mai 1910     | Émile Coache    |                   | Modérés                    |                                                            |
| Xe législature    | 1er juin 1910    | 6 juillet 1910  | Émile Coache    |                   | Modérés                    | Décédé en cours de mandat                                  |
| Xe législature    | 29 août 1910     | 31 mai 1914     | Émile Ternois   |                   | Parti radical              | Élu lors d'une élection partielle le 28 août 1910          |
| XIe législature   | 1er juin 1914    | 7 décembre 1919 | Émile Ternois   |                   | Parti radical              |                                                            |

Les députés des XIIe (1919-1924) et XIIIe législature (1924-1928) ont été élus au scrutin à système mixte majoritaire-proportionnel dans le cadre du département, adopté par la loi du 12 juillet 1919.

### 1928 - 1940
| Législature      | Début         | Fin            | Député        | Parti | Parti                 | Observation |
| ---------------- | ------------- | -------------- | ------------- | ----- | --------------------- | ----------- |
| XIVe législature | 1er juin 1928 | 31 mai 1932    | Émile Ternois |       | Parti radical         |             |
| XVe législature  | 1er juin 1932 | 31 mai 1936    | Jean Coache   |       | Radicaux indépendants |             |
| XVIe législature | 1er juin 1936 | 9 juillet 1940 | Max Lejeune   |       | SFIO                  |             |

## Historique des élections
Voici la liste des résultats des élections législatives dans la circonscription de 1876 à 1936 : 